# Pelecorhynchidae
Famille
Synonymes
- famille Leptidae[1]
- famille Rhagionidae Latreille, 1802 (préféré par BioLib)[1]

Les Pelecorhynchidae sont une famille de diptères du sous-ordre des brachycères.

## Liste des genres et sous-familles
Selon BioLib (26 mai 2019) :
- sous-famille Austroleptinae Nagatomi, 1982
  - genre Austroleptis Hardy, 1920
- sous-famille Rhagioninae Latreille, 1802
  - genre Alloleptis Nagotomi & Saigusa in Nagatomi, 1982
  - genre Arthroceras Williston, 1886
  - genre Arthroteles Bezzi, 1926
  - genre Atherimorpha White, 1914
  - genre Bolbomyia Loew, 1850
  - genre Chrysopilus Macquart, 1826
  - genre Desmomyia Brunetti, 1912
  - genre Pelecorhynchus Macquart, 1850
  - genre Pseudoerinna Shiraki, 1932
  - genre Rhagio Fabricius, 1775
  - genre Symphoromyia Frauenfeld, 1867
- sous-famille Spaniinae Nagatomi, 1982
  - genre Ptiolina Zetterstedt, 1842
  - genre Spania Meigen, 1830
  - genre Spaniopsis White, 1914
  - genre Spatulina Szilády, 1942
- genre Archirhagio Rohdendorf, 1938 †